# Gigantopithecus blacki
Gigantopithecus blacki – gatunek wymarłej, prehistorycznej małpy. Żył od 1 miliona do 100 tysięcy lat temu w Chinach, Indiach i Wietnamie. Prawdopodobnie największa małpa w dziejach Ziemi.
Opisany przez Ralpha von Koenigsvalda w latach 30. Franz Weidenreich sugerował, że należy nazwać ten gatunek Gigantanthropus i sugerował jego związek z ewolucją człowieka. Obecnie Gigantopithecus blacki jest zaliczany do podrodziny Ponginae razem z orangutanem. Osiągał wysokość 3 metrów, i około 540 kg wagi. Miał ogromne zęby.